# Frankendorf (Thuringe)
Frankendorf est une commune allemande de l'arrondissement du Pays-de-Weimar, Land de Thuringe.

## Géographie
La Bundesstraße 7 traverse Frankendorf.
|             | Wiegendorf  |                  |
| Umpferstedt | Frankendorf | Kapellendorf     |
| Lehnstedt   | Hammerstedt | Großschwabhausen |

## Histoire
Frankendorf est mentionné pour la première fois en 1200.
Le village est détruit plusieurs fois lors de la guerre de Trente Ans, après la bataille d'Iéna en 1806 et un grand incendie en 1802.

## Personnalités liées à la commune
- Armin Romstedt (né en 1957), footballeur

## Source de la traduction
- (de) Cet article est partiellement ou en totalité issu de l’article de Wikipédia en allemand intitulé « Frankendorf (Thüringen) » (voir la liste des auteurs).